# 北白川房子

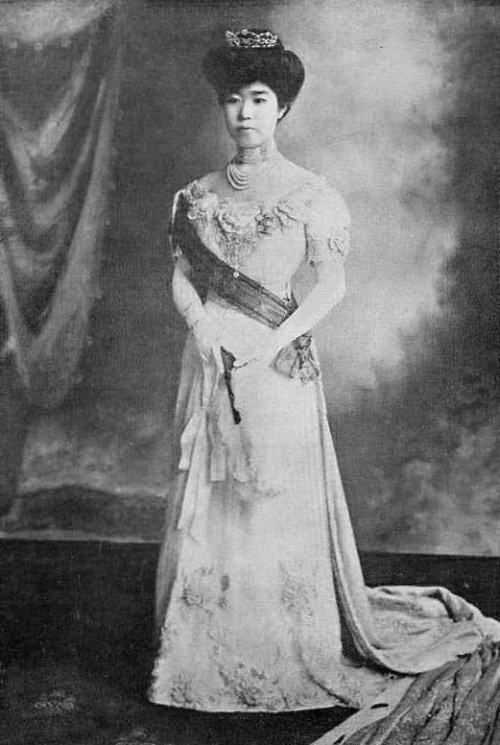
成久王妃房子內親王

房子内親王（日文：ふさこないしんのう，1890年1月28日 - 1974年8月11日）幼名周宮，明治天皇第七皇女（生母為權典侍園祥子），北白川宮成久王妃。

## 生涯
1909年4月29日與北白川宮成久王成婚。同日授與勳一等寶冠章。1923年與成久王在法國巴黎留學時發生交通事故，成久王當場死亡，而當時同行的房子王妃與朝香宮鳩彥王則受到重傷。房子王妃之後因為复杂骨折而導致行動不便。
1947年成為首位擔任神宮祭主的女性，並擔任神社本廳總裁。
同年10月14日，根據皇室典範第11條第1項規定脫離皇籍，而之後的姓名為北白川房子。
1974年8月11日去世。

## 子女
- 北白川宮永久王（1910年 - 1940年）
- 美年子女王 - 立花種勝夫人
- 佐和子女王 - 宮内廳掌典長東園基文夫人
- 多恵子女王 - 徳川圀禎夫人